# Edvard Casparsson
Carl Edvard Casparsson, född 21 juli 1827 i Maria Magdalena församling, Stockholm, död 1 februari 1899 i Vänge församling, Uppsala län, var en svensk militär, godsägare och riksdagsledamot.
Casparsson var till en början officer, blev underlöjtnant 1848 och kapten i armén 1873, innan han 1876 tog avsked ur militären. Från 1853 var han bosatt på sin gård Brunna herrgård. Han var där en driftig jordbrukare och högt betrodd, bland annat var han ledamot av Uppsala läns hushållningssällskap och landstingsfullmäktige (ordförande 1880–1885 och 1889–1898).
Casparsson var ledamot av Sveriges riksdags andra kammare 1873–1881 (för Uppsala läns mellersta domsagas valkrets) samt av första kammaren 1867–1872 och 1881–1899 (för Uppsala läns valkrets). Han var suppleant i statsutskottet 1882–1883, ledamot av detta 1870–1872, 1884–1887 och 1889–1894, samt av konstitutionsutskottet 1894. Han var ledamot av talmanskonferensen 1894 och 1895 samt vice talman i första kammaren från 1896 till 1899, då han avled. Han blev ledamot av Lantbruksakademien 1878.
Casparsson publicerade fackböckerna Riksdagsmannaidrotter och materiella belöningar (under pseydonymen "Agricola"), samt Tal och anföranden i riksdagen samt tidningsuppsatser (2 band 1898–1899).
Edvard Casparsson är begravd på Vänge kyrkogård.